# تلفات نیروهای ائتلاف در افغانستان
| تعداد کشته‌شدگان در افغانستان ایالات متحده آمریکا: ۲٬۳۵۵* · بریتانیا: ۴۵۶ · کانادا: ۱۵۷* · فرانسه: ۸۸ · آلمان: ۶۲ · ایتالیا: ۵۳ · لهستان: ۴۴ · دانمارک: ۴۳ · استرالیا: ۴۱ · اسپانیا: ۳۵* · گرجستان: ۳۲ · رومانی: ۲۶ · هلند: ۲۵ · ترکیه: ۱۵ · جمهوری چک: ۱۴ · نیوزیلند: ۱۰ · نروژ: ۱۹ · استونی: ۹ · مجارستان: ۷ · سوئد: ۵ · لتونی: ۴ · اسلواکی: ۳ · فنلاند: ۲ · اردن: ۲ · پرتغال: ۲ · کره جنوبی: ۲ · آلبانی: ۱ · بلژیک: ۱ بلغارستان: ۱ · کرواسی: ۱ · لیتوانی: ۱ · مونته‌نگرو: ۱ جمع: ۳٬۵۰۲ |

تلفات نیروهای ائتلاف در افغانستان از زمان حملهٔ آمریکا به افغانستان در اکتبر ۲۰۰۱ تا تاریخ ۱۸ مه ۲۰۲۰ به ۳۵۰۲ نفر رسید. این سربازان در ماموریت‌های مختلف تحت عملیات بلندمدت آزادی و آیساف خدمت می‌کردند. در مجموع، آمار آمریکایی مربوط به کشته شدگان «در داخل و اطراف افغانستان» است، که طبق تعریف وزارت دفاع ایالات متحده، شامل تعدادی از کشته شدگان در پاکستان و ازبکستان و کشته شدن ۱۸ تن از عوامل سیا است.
علاوه بر این کشته شدگان در افغانستان، ۵۹ سرباز دیگر آمریکایی و یک سرباز کانادایی در کشورهای دیگر در حین پشتیبانی از جنگ افغانستان کشته شدند. این فهرست همچنین تلفات سقوط هواپیمای ۶۲ سرباز اسپانیایی را که در حال بازگشت از افغانستان در ترکیه کشته شدند، را شامل نمی‌شود.
در طول پنج سال اول جنگ، اکثریت کشته شدگان ائتلاف آمریکایی بودند، اما بین سالهای ۲۰۰۶ تا ۲۰۱۱، بخش قابل توجهی در بین سایر ملل، به ویژه انگلستان و کانادا بود، که مسئولیت استانهای نقطه اشتعال هلمند و به ترتیب قندهار را در درست داشتند. این بدان دلیل است که آیساف در سال ۲۰۰۶ حوزه قضایی خود را به مناطق جنوبی افغانستان که قبلاً تحت اختیار مستقیم ارتش آمریکا بود، گسترش داد. در ۱۰ ژوئن ۲۰۱۱ رابرت گیتس به عنوان وزیر دفاع ایالات متحده در «آخرین سخنرانی سیاستی» خود اشاره کرد، «بیش از ۸۵۰ سرباز از اعضای ناتو غیرآمریکایی فداکاری خود را در افغانستان نشان داده‌اند. برای بسیاری از کشورهای متحد، این اولین تلفات نظامی بود که از زمان پایان جنگ جهانی دوم متحمل شدند.» علاوه بر این، ۹۵ کشته در میان نیروهای غیرمتخصصان ناتو در ائتلاف (گرجستان، استرالیا، سوئد، نیوزلند، فنلاند، اردن، کره جنوبی و آلبانی) رخ داده‌است.
در سال ۲۰۱۰ در پی عملیات پایدار آزادی و مأموریت آیساف دست‌کم ۷۱۱ سرباز نیروهای ائتلاف کشته‌شدند که مرگبارترین سال برای نیروهای نظامی خارجی از زمان حمله ایالات متحده در ۲۰۰۱ بود. این روند از سال ۲۰۰۳ هر سال ادامه داشت.
در سال ۲۰۰۹ بیش از ۷٬۲۲۸ حمله مواد منفجره دست‌ساز (IED) در افغانستان انجام شد که ۱۲۰ درصد نسبت به سال ۲۰۰۸ افزایش داشته و یک رکورد برای جنگ بوده‌است. از ۵۱۲ سرباز خارجی کشته شده در سال ۲۰۰۹، ۴۴۸ نفر در عملیات کشته شدند. ۲۸۰ نفر از آنها توسط مواد منفجره کشته شدند. در سال ۲۰۱۰، در حملات مواد منفجره در افغانستان ۳٬۳۶۶ سرباز آمریکایی مجروح شدند که تقریباً ۶۰ درصد از کل زخمی‌های مواد منفجره از زمان شروع جنگ است. از ۷۱۱ سرباز خارجی کشته شده در سال ۲۰۱۰، حدود ۶۳۰ نفر در عملیات کشته شدند. ۳۶۸ نفر از آنها توسط مواد منفجره کشته شدند، که تقریباً ۳۶ درصد از کل کشته شدگان مواد منفجره از زمان شروع جنگ تا به امروز است. در سال ۲۰۱۰ شورشیان ۱۴۶۶۱ بمب دست‌ساز کاشته‌اند که ۶۲ درصد نسبت به سال قبل افزایش یافته بود.

## جزئیات در مورد تلفات

تلفات ائتلاف در هر ماه از آغاز جنگ

### افغانستان

#### آلبانی
در بین سربازان آلبانیایی یک نفر کشته شده‌است. سروان فتی وگلی (به انگلیسی: Captain Feti Vogli) در فوریه ۲۰۱۲ در هرات یک سرباز دیگر زخمی شد.

#### استرالیا
نیروهای استرالیایی در افغانستان ۴۱ کشته برجای گذاشته‌اند. ۲۶۱ سرباز زخمی شده‌اند.
همچنین حداقل یک غیرنظامی استرالیایی (دیوید ساویج، سابقاً افسر ارشد وزارت امور خارجه که به عنوان مشاور AusAID کار می‌کرد) در افغانستان زخمی شد.

#### بلژیک
یک سرباز بلژیکی در افغانستان کشته شد و ۱۴ سرباز نیز در عملیات زخمی شدند.

#### انگلستان
تا ۱۱ اکتبر ۲۰۱۵، نیروهای انگلیسی ۴۵۶ و ۲٬۱۸۸ مجروح در عملیات، ۵۲۵۱ نفر دیگر از بیماری یا جراحات غیر جنگی متحمل شده‌اند. از این تعداد، ۴۰۴ سرباز در نتیجه اقدامات خصمانه کشته شدند، در حالی که ۴۹ نفر در اثر بیماری، جراحات غیر رزمی یا تصادف جان خود را از دست داده‌اند یا هنوز به‌طور رسمی علت مرگ مشخص نشده‌است. اکثریت کشته شدگان از زمان اعزام مجدد نیروهای انگلیسی به پایگاه طالبان در ولایت هلمند در سال ۲۰۰۶ اتفاق افتاده‌است، زیرا تنها ۵ نفر در فاصله آوریل ۲۰۰۲ تا اوایل مارس ۲۰۰۶ کشته شدند.

#### بلغارستان
دست کم ۷ سرباز بلغاری در افغانستان زخمی شده‌اند.

#### کانادا
نقش کانادا در افغانستان، متشکل از عملیات علیه طالبان و سایر شورشیان در جنوب افغانستان (استان قندهار)، منجر به بیشترین تعداد تلفات مرگبار برای هر مأموریت نظامی کانادایی از زمان جنگ کره شده‌است. در مجموع ۲۵۷ نیروهای کانادایی در فوریه ۲۰۰۲ تا ۲۹ اکتبر ۲۰۱۱ در افغانستان کشته شده‌اند. از این تعداد، ۱۳۲ مورد به دلیل اقدامات دشمن، از جمله ۹۷ مورد به دلیل استفاده از مواد منفجره یا ماین، ۲۲ مورد به دلیل آرپی جی، سلاح‌های سبک یا خمپاره و ۱۳ مورد به دلیل حملات انتحاری بوده‌است. شش سرباز دیگر کانادایی بر اثر شلیک دوستانه متحدان آمریکایی خود هنگام انجام عملیات آموزشی رزمی جان باختند. ۱۹ سرباز کانادایی دیگر نیز در نتیجه تصادفات یا شرایط غیر جنگی در افغانستان کشته شده‌اند. ۶ مورد در تصادفات رانندگی، ۳ مورد مرگ ناشناخته ناشناخته، ۳ مورد خودکشی، ۲ نفر در سانحه هلیکوپتر، ۲ نفر در اثر سقوط تصادفی، ۲ مورد تیراندازی تصادفی و ۱ نفر در اثر بیماری. ۶۳۵ سرباز در عملیات زخمی شده‌اند و ۱۴۱۲ نفر نیز از آوریل ۲۰۰۲ تا زمان خروج آنها در مارس ۲۰۱۴ از جراحات غیر جنگی برخوردار شده‌اند.

#### کرواسی
از نوامبر ۲۰۰۶، دست کم ۹ سرباز کروات در افغانستان زخمی و زخمی شده‌اند در ۲۴ ژوئیه ۲۰۱۹ سه سرباز کروات در یک خودکشی با موتورسیکلت زخمی شدند. حمله یکی از مجروحان به زودی از ناحیه سر جان خود را از دست داد در حالی که دو نفر دیگر با ضربه شدید دست و پا وخیم هستند. LCpl Josip Briški (1992. -2019.) اولین سرباز کرواتی است که در افغانستان جان سپرد.

#### جمهوری چک
۱۴ سرباز چک در افغانستان کشته شدند و دست کم ۲۶ نفر دیگر زخمی شدند.

#### دانمارک
دانمارک، یکی از اعضای ناتو، ۹۵۰۰ پرسنل را بین ژانویه ۲۰۰۲ تا ۱ ژوئیه ۲۰۱۳ به افغانستان اعزام کرد. آنها بیشتر به عنوان بخشی از نیروی بین‌المللی امنیت و کمک ناتو (ISAF) در ولایت هیرمند مستقر بودند.
سه مورد اول مرگ دانمارک در نتیجه تصادف در هنگام دفع موشک ضدهوایی دوران شوروی در سال ۲۰۰۲ بود. با صدور دستور جدیدی از سوی پارلمان دانمارک در سال ۲۰۰۶، عملیات نظامی دانمارک از عملیات غیر جنگی نسبتاً ایمن در مرکز این کشور به عملیات رزمی در کنار نیروهای انگلیسی در استان خشونت‌آمیز جنوب هلمند تبدیل شد. ۳۷ سرباز در درگیری‌های مختلف خصمانه یا در نتیجه آتش دوستانه کشته شده‌اند و ۶ نفر در حوادث غیر مرتبط با جنگ کشته شده‌اند و تعداد کشته شدگان دانمارکی به ۴۳ نفر رسیده‌است، بیشترین تلفات سرانه. در داخل نیروهای ائتلاف علاوه بر این، ۲۱۴ سرباز در عملیات مجروح و مجروح شدند.

#### استونی
نه سرباز استونیایی در افغانستان جان باختند: هشت نفر در عملیات کشته و یک نفر در تصادف، ۹۲ سرباز در عملیات زخمی شدند.

#### فنلاند
دو سرباز فنلاندی در افغانستان کشته و دست کم ۱۱ سرباز زخمی شدند

#### فرانسه
تا کنون ۸۸ سرباز فرانسوی کشته شده‌اند. ۷۰ سرباز در عملیات کشته شدند، از ۱۸ سرباز دیگر: هفت نفر در تصادفات رانندگی، یک نفر در سقوط هلیکوپتر، دو نفر خودکشی کردند، دو نفر غرق شدند، یک نفر در اثر صاعقه کشته شد، دو نفر در اثر شلیک غیر خصمانه جان باختند زخمی، یک نفر بر اثر آتش دوستانه جان باخت، یک نفر در یک انفجار تصادفی جان باخت و یک نفر نیز به دلایل نامعلوم جان باخت.
بیشترین تعداد سربازان کشته شده در زمان کمین نیروهای فرانسوی در منطقه سیروبی، حدود ۵۰ کیلومتر (۳۱ مایل) شرق کابل، در اوت ۲۰۰۸. در این حمله ده سرباز فرانسوی کشته و ۲۱ تن دیگر زخمی شدند - این بیشترین تلفات سربازان فرانسه از زمان اعزام به افغانستان در سال ۲۰۰۱ است. در مجموع ۴۴ سرباز فرانسوی در ولسوالی تگاب کشته شدند، که تا کنون مرگبارترین منطقه تحت کنترل نیرو و سنگر طالبان و دیگر گروه‌های شورشی بوده‌است.
۷۲۵ سرباز فرانسوی دیگر در افغانستان زخمی و زخمی شده‌اند.

#### گرجستان
گرجستان، بزرگترین مشارکت کننده غیر ناتو در جنگ، از سال ۲۰۱۰ تاکنون ۳۲ سرباز خود را در افغانستان از دست داده‌است و ۴۳۵ نفر زخمی شده‌اند. اولین کشته شدن گرجی در ۵ سپتامبر ۲۰۱۰ رخ داد، زمانی که ستوان مخران شوکوانی ۲۸ ساله در حمله تک تیراندازها کشته شد و سرهنگ الکساندر گیتولندیا به شدت زخمی شد. چهار سرباز دیگر گرجی در ۱ اکتبر ۲۰۱۰ در عملیات هجومی در هلمند بر اثر مین کشته شدند. در ۲۱ فوریه ۲۰۱۱ گرجستان یک سرباز دیگر به نام جورج آولیانی را از دست داد و دو تن دیگر زخمی شدند. در ۱۴ مارس ۲۰۱۱، یکی از دو مجروح در بیمارستانی در آلمان و در ۲۷ مه ۲۰۱۱ سرباز دیگری جان باخت. در ۲۱ ژوئن، نهمین سرباز گرجی بر اثر جراحات وارده در حمله جان باخت. در ۳۱ اوت ۲۰۱۱، گروهبان جوان رزو بریدزه در حین گشت زنی با تیرانداز از خفا کشته شد، سرهنگ بیساریون نانیاشویلی در ۳۰ دسامبر ۲۰۱۱، ۶ ژانویه ۲۰۱۲ سپاه پاسدار شالوا پایلودزه، در ۲۲ فوریه ۲۰۱۲ کشته شد. وزارت دفاع گرجستان مرگ سرهنگان - والریان برایا، روسلان ملادزه و پائاتا کاچاراوا را اعلام کرد، خودروی جنگی آنها در پی حمله شورشیان منفجر شد. گروهبان والریان خوجادزه بر روی یک دستگاه IED (دستگاه انفجاری دست‌ساز) منفجر شد و بر اثر جراحات جان باخت. سرجوخه گیوی پانتسؤالا که در ژانویه ۲۰۱۲ زخمی شد در ۲۸ ژوئیه ۲۰۱۲ در بیمارستانی در گوری، گرجستان جان خود را از دست داد و مجموع کشته شدگان ارتش گرجستان را به ۱۸ نفر رساند. در ۲۹ دسامبر ۲۰۱۲، وزیر دفاع گرجستان آلاسانیا در مورد مرگ گروهبان گرجی، جورجی کیکادزه، که در ۱۹ دسامبر در افغانستان مفقود شده بود، توجیه ویژه ای برگزار کرد. در ۱۳ مه ۲۰۱۳، ۳ سرباز گرجی: سرباز الکساندر کویتسینادزه، گروهبان پائین زویاد داویتادزه و سرلشکر ولادیمر شاناوا پس از حمله انتحاری به پایگاه نظامی گردان ۴۲ کشته شدند. ۲۷ نفر دیگر زخمی شدند. در ۶ ژوئن ۲۰۱۳ یک کامیون بمب‌گذاری شده در پایگاه نظامی گرجستان ۷ سرباز را کشته و ۹ سرباز دیگر را مجروح کرد و مجموع تلفات را به ۲۹ نفر رساند.

#### آلمان
در این عملیات ۵۹ سرباز آلمانی ISAF و 3 افسر EUPOL کشته و ۲۴۵ پرسنل خدماتی زخمی شده‌اند.

#### یونان
در پی انفجار یک بمب دست‌ساز ، دو سرباز یونانی در افغانستان به سختی زخمی شدند.

#### مجارستان
هفت مجار در افغانستان کشته شدند. دو عضو EOD توسط IEDs کشته شدند. دو نفر در حمله کاروان طالبان کشته شدند. دو نفر در حین انجام وظیفه اسکورت و کاروان در یک سانحه رانندگی جان باختند. یکی به دلیل سکته قلبی جان باخت.
همچنین ۱۴ سرباز مجارستانی در این عملیات زخمی شده‌اند.

#### ایسلند
سه پرسنل ایسلندی در حمله ای در سال ۲۰۰۴ زخمی شدند.

#### ایتالیا
در مجموع ۵۳ ایتالیایی در افغانستان جان خود را از دست داده‌اند: ۳۴ نفر در عملیات، ۹ نفر در تصادفات رانندگی، دو مورد سکته قلبی، یک نفر به دلیل تخلیه اسلحه تصادفی، چهار نفر از بیماری‌ها، یک نفر در سانحه تصادفی هواپیما و دیگری خودکشی کردند. از ۳۴ کشته شده در نبرد، یک نفر بر اثر جراحات وارده یک هفته قبل جان خود را از دست داده بود. این سرباز اسیر شده بود و در حمله برای نجات او مجروح شد. یک سرباز دیگر ایتالیایی اسیر شد اما او به سلامت نجات یافت.

#### اردن
یکی از اعضای آژانس اطلاعاتی اردن دیرات المخبرات العماح در حمله به پایگاه عملیاتی چپمن به پیش کشته شد. همچنین، یک سرباز اردنی هنگام اسکورت کاروان بشردوستانه در استان لوگر در ۲۲ مه ۲۰۱۱ کشته و سه نفر دیگر زخمی شدند.

#### لتونی
سه سرباز لتونی (به Edgars Ozoliņš، Voldemārs Anševics و Andrejs Merkuševs) در افغانستان کشته شدند، دیگر یک (دیویس بدنی Baltābols) در بیمارستان نظامی آلمان در سال ۲۰۰۹ کشته و حداقل ۱۱ سرباز مجروح شده‌اند.

#### لیتوانی
یک سرباز لیتوانیایی به نام آریناس جارمالاویوس در افغانستان کشته شد و دست کم ۱۳ سرباز زخمی شدند.

#### مقدونیه شمالی
دست کم ۴ سرباز مقدونی در افغانستان زخمی شده‌اند.

#### مونته‌نگرو
یک سرباز (Mijailo Perišić) در افغانستان بر اثر سکته قلبی جان باخت.

#### هلند
در مجموع ۲۵ نظامی هلندی در افغانستان کشته شدند. دو کشته اول هلندی سربازان در سانحه تصادفی بالگرد در سال ۲۰۰۶ بودند. از آن زمان، یک خلبان در سانحه غیر خصمانه F-16 جان باخت و یک سرباز در کمپ هلند خودکشی کرد. در سال ۲۰۰۷، یک سرباز به‌طور تصادفی بر اثر واژگونی خودروی زرهی پاتریا در گذرگاه رودخانه در نزدیکی تارین کووت در ارزگان کشته شد. پس از آن ۱۹ سرباز در عملیات بین ۲۰۰۷ تا ۲۰۱۰ کشته شدند. سرانجام، آخرین سربازی که جان خود را از دست داد، یک ماه قبل از خروج گروه از کشور در دسامبر ۲۰۱۰ بود. ۱۴۰ سرباز در عملیات زخمی شدند.

#### نیوزلند
ده سرباز نیروی دفاعی نیوزلند در افغانستان جان خود را از دست دادند که بیشتر آنها هنگام انجام وظایف خود به عنوان بخشی از تیم بازسازی ولایت در استان بامیان بودند. ستوان تیموتی اودانل هنگامی که کاروانش در کمین جاده در منطقه کهمرد این استان کمین کرد، کشته شد. سرباز کریفی میلا زمانی که هاموی که در آن سفر می‌کرد به‌طور تصادفی از صخره ای ۳۰ متری پایین رفت. سرهنگ داگ گرانت از SAS نیوزلند در ۱۸ اوت ۲۰۱۱ در کابل کشته شد. سپهبد لئون اسمیت، همچنین از SAS نیوزلند، در ۲۷ سپتامبر ۲۰۱۱ در استان وردک کشته شد. در ۳ آوریل ۲۰۱۲، سرهنگ داگلاس هیوز در استان بامیان درگذشت. در ۵ اوت ۲۰۱۲، سرگردهای لوری مالون و پرالی دورر در استان بامیان در درگیری با شورشیان کشته شدند. اخیراً، سرهنگ جاسیندا بیکر، سرباز ریچارد هریس و سرهنگ لوک تماته در ۱۹ اوت ۲۰۱۲ هنگامی که وسیله نقلیه آنها توسط یک IED مورد اصابت قرار گرفت، کشته شدند. Lance Corporal Baker اولین زن کشته شده نیوزلند در نقش رزمی است از زمانی که زنان اجازه داشتند در خط مقدم در سال ۲۰۰۰ خدمت کنند. در نوامبر ۲۰۱۲، جان کی نخست‌وزیر نیوزلند تأیید کرد که در حمله هوایی ائتلاف عبدالله کلتا کشته شده‌است، فرمانده طالبان که مسئول مرگ ادونل، بیکر، هریس و تماته است.

#### نروژ
۱۰ سرباز نروژی ISAF در عملیات در افغانستان کشته شدند.
حداقل ۹۴۰ سرباز در عملیات مجروح شده یا در تصادف مجروح شده‌اند
علاوه بر این، یک مشاور نظامی نروژی (سرهنگ دوم سیری اسکار) در حمله ۲۰۱۱ مزارشریف کشته شد.

#### لهستان
۴۴ سرباز لهستانی (از جمله یک پزشک نظامی غیرنظامی و یک عضو JW GROM) کشته شده‌اند. ۴۱ نفر در عمل، ۲ نفر به علت غیر رزمی و ۱ نفر در تصادف رانندگی جان باختند. دست کم ۲۳۱ سرباز و اعضای غیرنظامی ISAF در این عملیات زخمی شده‌اند.

#### پرتغال
پرتغال دست کم ۱۹۶ سرباز را به عنوان بخشی از نیروهای بین‌المللی کمک امنیتی به افغانستان اعزام کرد که وظیفه آنها حفاظت از فرودگاه کابل بود.
دو سرباز پرتغالی در عملیات در افغانستان کشته و دست کم ۱۰ نفر زخمی شدند.

#### رومانی
۲۶ سرباز رومانیایی در عملیات در افغانستان کشته شده‌اند، در حالی که دست کم ۱۳۱ سرباز در این عملیات زخمی شده‌اند.

#### اسلواکی
۳ سرباز اسلواکی در افغانستان کشته و دست کم ۸ سرباز زخمی شدند.

#### اسلوونی
دست کم ۲ سرباز اسلوونی و یک کارشناس غیرنظامی اسلوونی زخمی شدند.

#### کره جنوبی
یک افسر کره جنوبی (کاپیتان کیم هیو سونگ، ۳۳ ساله) به‌طور ناگهانی توسط یک افسر دیگر (سرگرد لی کیوانگ، ۳۷ ساله) به دلیل عدم پیروی از دستور صحبت آرام با تلفن، به‌طور تصادفی مورد اصابت گلوله قرار گرفت. یکی دیگر از سربازان کره جنوبی، گروهبان یون جان هو، در حمله انتحاری در پایگاه هوایی بگرام کشته شد.

#### اسپانیا
از ۳۵ کشته اسپانیایی، ۱۷ نفر در اوت ۲۰۰۵ هنگام سقوط هلیکوپتر Eurocopter Cougar که در آن سفر می‌کردند، جان خود را از دست دادند، ۱۳ نفر در حملات جداگانه شورشیان، دو نفر به دلایل طبیعی و دو نفر در تصادفات رانندگی جان باختند. ۶۲ نفر دیگر در سانحه سقوط هواپیمای Yak-42 در ترکیه در ۲۰۰۳ در بازگشت از اسپانیا از افغانستان کشته شدند.

#### سوئد
از سال ۲۰۰۵ تاکنون پنج سرباز سوئدی در عملیات کشته شده‌اند. سه مورد در دو حادثه جداگانه IED و دو مورد در کمین یک لباس ANP که شورشی بر تن داشت. دست کم ۱۳ سرباز زخمی شدند
همچنین، دو مترجم محلی که با PRT سوئد کار می‌کردند کشته شدند.

#### ترکیه
ارتش ترکیه اولین مرگ خود را در ۱۴ ژوئیه ۲۰۰۹، هنگامی که دو سرباز در یک تصادف جاده ای در ولایت فاریاب، بین مزار شریف و کابل کشته شدند، تجربه کرد. یکی از دو کشته شده فرمانده گروه ترکیه ای نیروهای ISAF در افغانستان بود. در ۱۶ مارس ۲۰۱۲، ۱۲ سرباز ترک بر اثر سقوط بالگرد آنها به خانه ای در کابل کشته شدند. در ۲۶ فوریه ۲۰۱۵، یک سرباز ترک در حمله انتحاری در کابل کشته و یک سرباز دیگر زخمی شد.

#### ایالات متحده
از آغاز عملیات نظامی آمریکا در افغانستان تا اواسط سال ۲۰۱۹، نزدیک به ۲۴۰۰ سرباز آمریکایی کشته شده‌اند. به گفته وزارت دفاع، ۲۰۷۱۹ سرباز آمریکایی در عملیات خصمانه زخمی شده‌اند.
از میان کشته شدگان ایالات متحده، ۱۹۲۲ نفر در عملیات خصمانه جان خود را از دست داده‌اند. شامل ۱۸ تن از مأموران سیا است که در افغانستان کشته شده‌اند: ۱۶ نفر در اثر آتش خصمانه، از جمله هفت نفر در حمله انتحاری به پایگاه نظامی، یکی در حادثه و دیگری خودکشی کردند. وب سایت مستقل iCasualties تعداد کل قربانیان آمریکایی را ۲۳۳۵ نفر اعلام کرده‌است. این تعداد ۹ نفر بیشتر از آمار وزارت دفاع است که ۲۳۴۶ نفر است، هنگامی که عوامل اطلاعاتی را شامل می‌شود.

## مرگ ناشی از جنگ در خارج از کشور
علاوه بر ۲۳۱۳ کشته آمریکایی در افغانستان، پاکستان و ازبکستان، ۵۹ سرباز آمریکایی در کویت، بحرین، عربستان سعودی، قطر، امارات متحده عربی، قرقیزستان، آلمان، عمان، اردن، ترکیه، یمن، دریای عرب، فارس کشته شدند. خلیج، دریای سرخ و مدیترانه، ضمن حمایت از عملیات در افغانستان. در میان آنها همچنین یک تفنگدار، یک کارمند غیرنظامی وزارت دفاع، دو نیروی هوایی ارتش و یک نیروی ویژه که در حین حمایت از عملیات آزادی پایدار در عملیات کشته شدند.
۶۲ سرباز اسپانیایی در بازگشت از افغانستان به اسپانیا در سانحه هوایی Yak-42 در ترکیه جان باختند.
یک سرباز کانادایی در کمپ میراژ، پایگاه لجستیکی پیشین در امارات متحده عربی در نزدیکی دبی، به دلایل غیر جنگی کشته شد.